# 宮﨑祐樹
宮﨑 祐樹（みやざき ゆうき、1986年11月29日 - ）は、佐賀県唐津市出身の元プロ野球選手（外野手）。右投右打。愛称は「タイソン」、「ゴリ」。

## 経歴

### プロ入り前
長崎日大高時代は捕手を務め、2年時の夏に1番捕手として第85回全国高等学校野球選手権大会への出場を果たす。2安打1打点と活躍は見せたが1回戦で敗退。3年時の夏は長崎大会ベスト4で敗退。
亜細亜大学へ進学するも、度重なる故障に苦しみ1部リーグ通算11試合出場で僅か5打数1安打に終わる。同期の岩本貴裕や1年下の中田亮二らが早くから出場するなど層が厚かった。
大学卒業後は、セガサミーに入社。捕手としての入部だったが、同期に捕手が2名入部したこともあって外野手に転向すると、打力を買われて春から指名打者としてスタメン起用されるようになり、3番・センターとして定位置を確保した。
2年目は静岡大会では打率.421の活躍で優勝に貢献、続く京都大会では打率5割をマークし首位打者を獲得した。
2010年10月28日、プロ野球ドラフト会議にてオリックス・バファローズから3位指名を受けた。

### オリックス時代
2011年、一軍出場は無く、二軍で96試合に出場し、打率.222、0本塁打を記録した。7月にはフレッシュオールスターゲームに出場した。
2012年、5月4日に一軍登録されたものの、4試合で9打席無安打、5三振に終わり、5月10日に登録抹消された。9月29日に一軍登録され、同日の千葉ロッテマリーンズ戦で1番・センターで出場すると、1回表にプレーボールの球を左翼席に叩き込み、プロ初安打初本塁打を初球先頭打者本塁打で飾った。この試合では3安打3打点で初の猛打賞、更には初盗塁も記録し、試合後に初のヒーローインタビューも受けた。「1回表にプレーボールで初本塁打」を放った選手は史上初であり、同僚の川端崇義が5月22日の阪神タイガース戦で初本塁打を満塁本塁打で記録していたことから、「同じチームで2人の選手が初回先頭打者本塁打と満塁本塁打によって一軍公式戦初本塁打を記録」というNPB史上3例目のチーム記録も達成した。その後も公式戦最終戦まで出場し続け、昇格後の7試合で打率.308（26打数8安打）、2本塁打6打点の成績を残した。
2013年、4月10日の福岡ソフトバンクホークス戦で決勝適時打を放つが、その後は調子を落とし2軍に降格。6月12日に再昇格すると、対読売ジャイアンツ戦で即日スタメン起用される。ところが5回裏の打席でスクイズのサインを間違えた為に、三塁走者を狭殺されチャンスを潰した。翌日には2軍降格となったが、6月28日には再び1軍に昇格した。1軍と2軍の往復を繰り返したが、自己最多の53試合に出場した。
2014年、一軍では4試合の出場、1本の安打を記録。
2015年は6、7月の出場試合27試合のうち25試合で出塁。最終的に45試合に出場し自己新の33安打14打点を記録。
2016年、23試合の出場で打率.238を記録した。
2017年、開幕一軍に入り代打での出場がメインだったが、4月中旬頃から1番中堅手としての出場機会が増え4月20日の北海道日本ハムファイターズ戦(東京ドーム)では3回表に4年ぶりの本塁打を放つと7回表には自身初の2打席連続本塁打を放ちヒーローインタビューを受けた。
2019年は15試合の出場にとどまった。シーズン終了後の10月2日に球団から戦力外通告を受けた。

### 引退後
引退後の2020年1月から大手生命保険会社・アクサ生命に入社し営業マンとなった。
また、2022年4月から始動した社会人軟式野球部「Baseball Team NINE」の監督を務めている。
2022年12月6日、日本野球連盟に新規加盟申請中のSUNホールディングス奈良硬式野球部（現：SUNホールディングスWEST硬式野球部）のコーチに就任することが発表された。

## 選手としての特徴・人物
“走攻守”三拍子揃った外野手。俊足で守備範囲が広く、強肩を兼ね備えている。また、打撃ではパンチ力を秘めている。
明るい人柄であり、チームのムードメーカーとしても活躍した。
同姓である横浜DeNAベイスターズの宮﨑敏郎とは血縁関係はないものの、同じ佐賀県唐津市出身、セガサミーの先輩と後輩（祐樹がプロ入りした2011年に敏郎が入れ違いに入社）と共通点が多く、定期的に自主トレを行うなど交流は深い。

## 詳細情報

### 年度別打撃成績
| 年 度     | 球 団      | 試 合 | 打 席 | 打 数 | 得 点 | 安 打 | 二 塁 打 | 三 塁 打 | 本 塁 打 | 塁 打 | 打 点 | 盗 塁 | 盗 塁 死 | 犠 打 | 犠 飛 | 四 球 | 敬 遠 | 死 球 | 三 振 | 併 殺 打 | 打 率 | 出 塁 率 | 長 打 率 | O P S |
| --------- | ---------- | ----- | ----- | ----- | ----- | ----- | -------- | -------- | -------- | ----- | ----- | ----- | -------- | ----- | ----- | ----- | ----- | ----- | ----- | -------- | ----- | -------- | -------- | ----- |
| 2012      | オリックス | 11    | 37    | 35    | 3     | 8     | 2        | 0        | 2        | 16    | 6     | 1     | 1        | 0     | 0     | 2     | 0     | 0     | 13    | 0        | .229  | .270     | .457     | .727  |
| 2013      | オリックス | 53    | 146   | 121   | 11    | 27    | 3        | 0        | 1        | 33    | 6     | 0     | 2        | 4     | 1     | 19    | 0     | 1     | 39    | 2        | .223  | .331     | .273     | .604  |
| 2014      | オリックス | 4     | 8     | 5     | 0     | 1     | 0        | 0        | 0        | 1     | 0     | 0     | 1        | 0     | 0     | 3     | 0     | 0     | 2     | 0        | .200  | .500     | .200     | .700  |
| 2015      | オリックス | 43    | 148   | 131   | 13    | 33    | 4        | 1        | 0        | 39    | 14    | 3     | 4        | 3     | 0     | 13    | 0     | 1     | 25    | 3        | .252  | .324     | .298     | .622  |
| 2016      | オリックス | 23    | 49    | 42    | 3     | 10    | 1        | 0        | 0        | 11    | 0     | 0     | 1        | 3     | 0     | 3     | 0     | 1     | 8     | 0        | .238  | .304     | .262     | .566  |
| 2017      | オリックス | 52    | 146   | 137   | 9     | 37    | 7        | 2        | 2        | 54    | 13    | 0     | 1        | 1     | 1     | 6     | 0     | 1     | 32    | 0        | .270  | .303     | .394     | .698  |
| 2018      | オリックス | 33    | 102   | 84    | 14    | 20    | 3        | 0        | 3        | 32    | 8     | 1     | 0        | 1     | 0     | 14    | 0     | 3     | 22    | 2        | .238  | .366     | .381     | .747  |
| 2019      | オリックス | 15    | 28    | 23    | 1     | 3     | 0        | 0        | 0        | 3     | 1     | 0     | 0        | 0     | 1     | 2     | 0     | 2     | 9     | 0        | .130  | .250     | .130     | .380  |
| 通算：8年 | 通算：8年  | 234   | 664   | 578   | 54    | 139   | 20       | 3        | 8        | 189   | 48    | 5     | 10       | 12    | 3     | 62    | 0     | 9     | 150   | 7        | .240  | .322     | .327     | .649  |

### 年度別守備成績
| 年 度 | 球 団      | 外野  | 外野  | 外野  | 外野  | 外野  | 外野     |
| 年 度 | 球 団      | 試 合 | 刺 殺 | 補 殺 | 失 策 | 併 殺 | 守 備 率 |
| ----- | ---------- | ----- | ----- | ----- | ----- | ----- | -------- |
| 2012  | オリックス | 10    | 24    | 0     | 0     | 0     | 1.000    |
| 2013  | オリックス | 41    | 47    | 0     | 1     | 0     | .979     |
| 2014  | オリックス | 2     | 3     | 0     | 0     | 0     | 1.000    |
| 2015  | オリックス | 42    | 59    | 3     | 0     | 1     | 1.000    |
| 2016  | オリックス | 15    | 16    | 1     | 2     | 0     | .895     |
| 2017  | オリックス | 39    | 53    | 2     | 1     | 1     | .982     |
| 2018  | オリックス | 27    | 50    | 0     | 1     | 0     | .980     |
| 2019  | オリックス | 9     | 4     | 0     | 0     | 0     | 1.000    |
| 通算  | 通算       | 185   | 256   | 6     | 5     | 2     | .981     |

### 記録
- 初出場：2012年5月4日、対北海道日本ハムファイターズ7回戦（札幌ドーム）、8回表に日高剛の代打として出場
- 初打席：同上、8回表に乾真大から空振り三振
- 初先発出場：2012年5月6日、対北海道日本ハムファイターズ9回戦（札幌ドーム）、7番・右翼手として先発出場
- 初安打・初本塁打・初打点：2012年9月29日、対千葉ロッテマリーンズ23回戦（QVCマリンフィールド）、1回表に藤岡貴裕から左越先頭打者初球本塁打 ※史上30人目の初本塁打が初回先頭打者本塁打（1回表初球での達成は史上初）
- 初盗塁：同上、8回表に二盗（投手：吉見祐治、捕手：里崎智也）

### 背番号
- 24 （2011年 - 2019年）